# Nothotrichocera ruda
Nothotrichocera ruda är en tvåvingeart som beskrevs av Krzeminska 1994. Nothotrichocera ruda ingår i släktet Nothotrichocera och familjen vintermyggor.
Artens utbredningsområde är Victoria i Australien. Inga underarter finns listade i Catalogue of Life.